# Саулюс Штомбергас
Саулюс Штомбергас (14 грудня 1973) — литовський баскетболіст.
Бронзовий призер Олімпійських Ігор 1996, 2000 років, учасник 2004 року.
Чемпіон Європи 2003 року, срібний призер 1995 року.
Бронзовий призер Юнацького чемпіонату Європи (U-18) 2015 року.